# Estela de Ezana

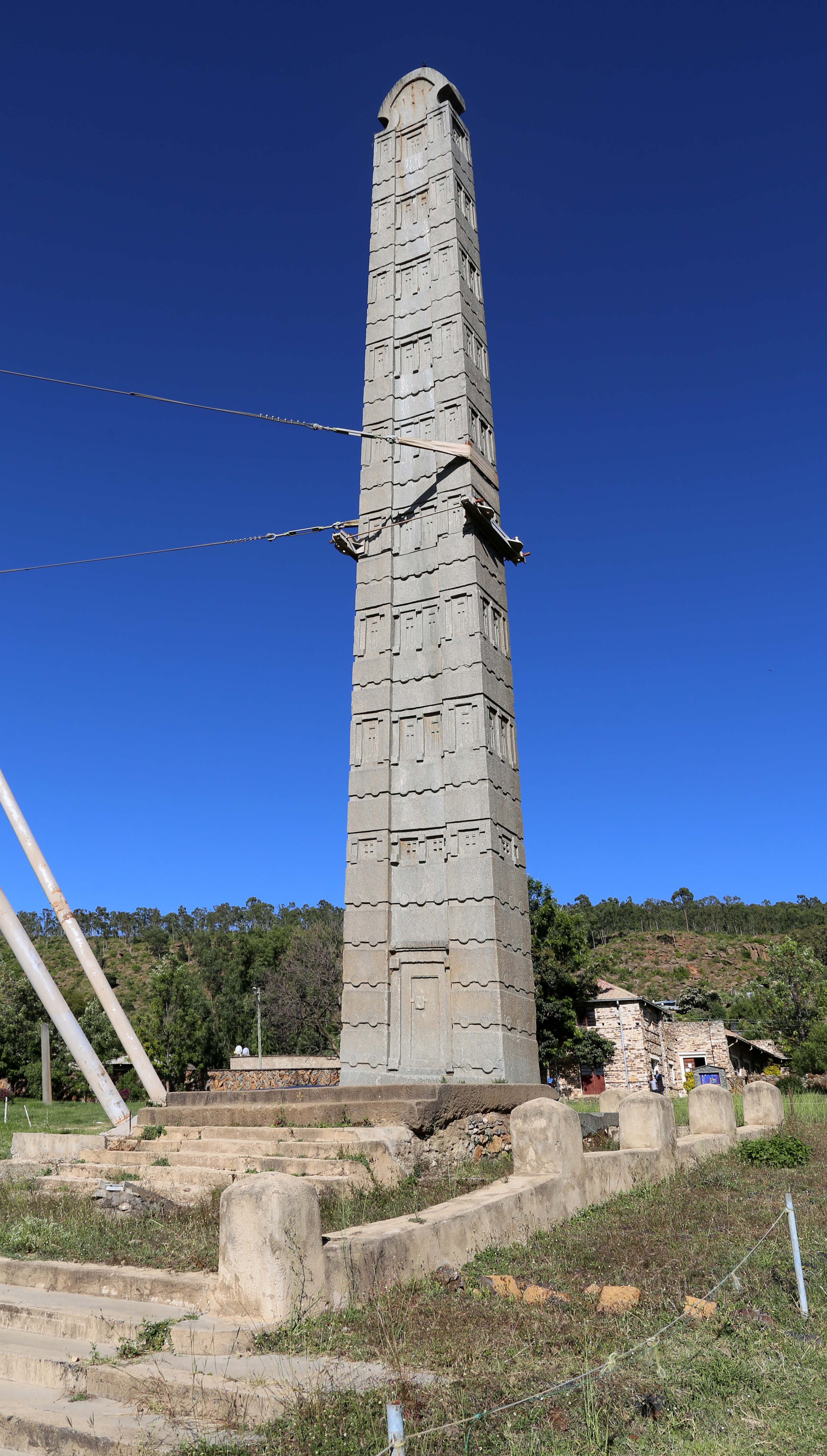
A Estela de Ezana.

A estela de Ezana é o obelisco central (mais precisamente uma estela) que permanece de pé no Parque Setentrional das Estelas (que contém centenas de estelas menores e menos adornadas) na antiga cidade de Axum, na atual Etiópia. Essa estela é provavelmente a última a ter sido erguida e a maior de todas as que mantiveram sua integridade. A estela de Ezana se eleva a 21 metros de altura, sendo menor que a Grande Estele de 33 metros e o célebre Obelisco de Axum, de 24 metros (recomposto e reinaugurado em setembro de 2008). Em sua base, essa estela é decorada com uma porta falsa, e aberturas que lembram a janelas em todas as suas faces.

## História

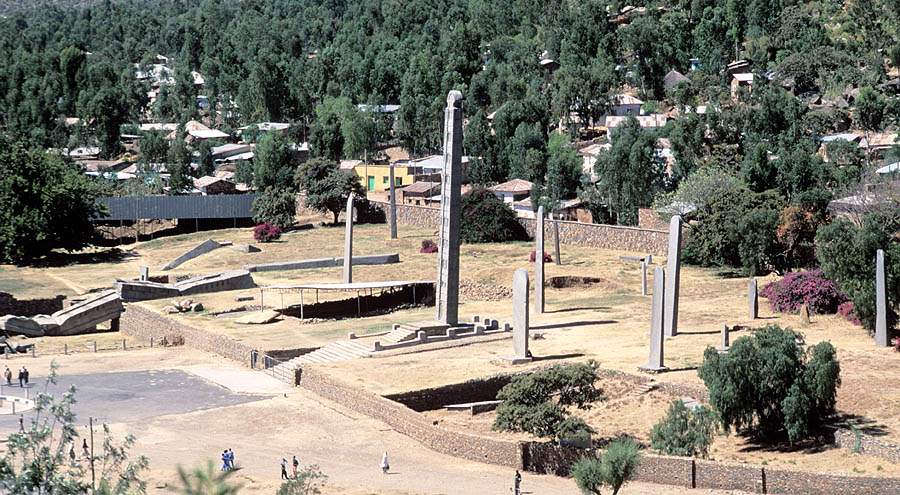
O Parque Setentrional das Estelas em Axum, em que a Estela de Ezana se destaca no centro e a Grande Estele repousa derrubada no solo.

Este obelisco, corretamente denominado "estela" ou pelo termo nativo "hawilt/hawilti" (não são obeliscos por não possuírem uma terminação piramidal) foi esculpido e erguido no século IV pelos servos do Reino de Axum, uma antiga civilização etíope. O propósito dessas estelas era servir de "marcadores" para câmaras funerárias subterrâneas. A maior dessas "lápides" indicavam câmaras funerárias reais e eram decoradas com vários andares de portas e janelas falsas, as estelas dedicadas aos nobres eram menores e menor adornadas. É provável que a estela de Ezana seja a última a ter sido erguida, já que essa prática foi abandonada após a conversão dos axumitas ao cristianismo. Seu nome foi dado em honra ao rei Ezana, o primeiro monarca de Axum a se tornar cristão, seguindo os ensinamentos de Frumentius. A Estela de Ezana é também a única dos três grandes obeliscos "reais" (os outros sendo a Grande Estela e o Obelisco de Axum) que nunca foram partidos. Uma dessas estelas foi seriamente danificada pelos italianos, que quebraram o monumento em três e o levaram para Roma. A estela de Ezana teve sua estrutura estabilizada em 2007/2008 por uma equipe liderada pelo engenheiro Giorgio Croci, durante a remontagem o Obelisco de Axum. Após décadas de reivindicações, um dos principais tesouros históricos da Etiópia finalmente retornou à sua terra.